# Puttapaïta
La puttapaïta és un mineral de la classe dels fosfats. Rep el nom de la localitat australiana de Puttapa, a Austràlia, on es troba la localitat tipus d'aquesta espècie.

## Característiques
La puttapaïta és un arsenat de fórmula química Pb₂Mn²⁺₂ZnCr³⁺₄O₂(AsO₄)₄(OH)₆·12H₂O. Va ser aprovada com a espècie vàlida per l'Associació Mineralògica Internacional l'any 2020, i va ser publicada a la revista internacional Mineralogical Magazine per Peter Elliott et al. en el mes de novembre de 2024 amb el títol «Puttapaite, Pb₂Mn²⁺₂ZnCr³⁺₄O₂(AsO₄)₄(OH)₆·12H₂O, a new mineral from the Beltana deposit, Puttapa, Flinders Ranges, South Australia, Australia». Cristal·litza en el sistema monoclínic.
L'exemplar que va servir per a determinar l'espècie, el que es coneix com a material tipus, es troba conservat a les col·leccions mineralògiques del Museu d'Austràlia Meridional, a Adelaida, Austràlia, amb el número de registre: g34869.

## Formació i jaciments
Va ser descoberta a la mina Beltana, a la localitat australiana de Puttapa, a Leigh Creek (Austràlia Meridional), sent l'únic a tot el planeta on ha estat descrita aquesta espècie mineral.